# Kalinik
Kalinik – imię męskie pochodzenia greckiego Καλλίνικος (Kalinikios), oznaczające „ten, kto się wyróżnia urodą”. W Kościele katolickim jest kilku świętych patronów tego imienia.
Kalinik imieniny obchodzi 28 stycznia, 23 sierpnia i 6 listopada.
Kalinik w innych językach:
- rosyjski – Каллиник (Kallinik), Калина (Kalina)[1].

Święci noszący imię Kalinik:
- Kalinik z Gangry (zm. ok. 250 lub IV wieku) – święty katolicki i prawosławny, męczennik (wspomnienie 29 lipca)
- Kalinik z Frygii (zm. 249-250) – święty katolicki i prawosławny, męczennik (wspomnienie 28 stycznia, razem ze św. Tyrsem (Firsem) i św. Leukiuszem
- Kalinik (zm. 638) – święty katolicki, męczennik (wspomnienie 6 listopada)
- Kallinik I (patriarcha Konstantynopola) (zm. 705) – święty prawosławny (wspomnienie 23 sierpnia/5 września)[a]

Pozostałe osoby:
- Călin Popescu-Tăriceanu
- Kalinikos Kreanga